# South Africa International 2023
Die South Africa International 2023 im Badminton fanden vom 30. November bis zum 3. Dezember 2023 in Kapstadt statt.

## Sieger und Platzierte
| Disziplin    | Gold                        | Silber                         | Bronze                             |
| ------------ | --------------------------- | ------------------------------ | ---------------------------------- |
| Herreneinzel | Nadeem Dalvi                | Georges Paul                   | C. S. Koushiik                     |
| Herreneinzel | Nadeem Dalvi                | Georges Paul                   | Adham Hatem Elgamal                |
| Dameneinzel  | Kate Ludik                  | Nour Ahmed Youssri             | Doha Hany                          |
| Dameneinzel  | Kate Ludik                  | Nour Ahmed Youssri             | Khadijah Kawthar                   |
| Herrendoppel | Caden Kakora Robert White   | Jarred Elliott Robert Summers  | Lucas Douce Khemtish Rai Nundah    |
| Herrendoppel | Caden Kakora Robert White   | Jarred Elliott Robert Summers  | Ryan Armand Swart Tak Wing Yu      |
| Damendoppel  | Amy Ackerman Deidre Laurens | Megan De Beer Johanita Scholtz | Layna Luxmi Chiniah Kobita Dookhee |
| Damendoppel  | Amy Ackerman Deidre Laurens | Megan De Beer Johanita Scholtz | Lee Ann Mcmanus Anri Schoonees     |
| Mixed        | Robert White Deidre Laurens | Adham Hatem Elgamal Doha Hany  | Jarred Elliott Amy Ackerman        |
| Mixed        | Robert White Deidre Laurens | Adham Hatem Elgamal Doha Hany  | Caden Kakora Johanita Scholtz      |